# Ugolino Vivaldi (1929)
Ugolino Vivaldi – włoski niszczyciel z okresu międzywojennego i II wojny światowej, należący do wielkich niszczycieli typu Navigatori. Nosił znak burtowy: VI. Walczył podczas wojny na Morzu Śródziemnym. Zatopiony 10 września 1943 roku przez niemieckie lotnictwo.
Uzbrojenie główne stanowiło 6 armat kalibru 120 mm i 2–6 wyrzutni torped. Wyporność standardowa wynosiła 1900 ton. Napęd stanowiły turbiny parowe.

## Budowa
„Ugolino Vivaldi” należał do dwunastu włoskich wielkich niszczycieli typu Navigatori, nazwanego tak z powodu noszenia przez okręty imion włoskich żeglarzy. Zostały one zaprojektowane jako okręty o silnym uzbrojeniu artyleryjskim i wysokiej prędkości, aby przeciwstawić się wielkim niszczycielom francuskim. Zamówienie na budowę okrętów zostało złożone w 1926 roku. „Ugolino Vivaldi” był zbudowany w stoczni Odero w Sestri Ponente (Genui), razem z niszczycielem „Antoniotto Usodimare”. Wszystkie okręty zostały wciągnięte na listę floty dekretem królewskim z 23 czerwca 1927 roku, klasyfikowane wówczas jako niszczyciele, a 19 lipca 1929 roku przeklasyfikowano je na „zwiadowców” (wł. esploratori). We wrześniu 1938 okręty typu Navigatori przeklasyfikowano oficjalnie z powrotem na niszczyciele.
Stępkę pod budowę „Ugolino Vivaldi” położono 16 maja 1927 roku. Otrzymał imię na cześć XIII-wiecznego włoskiego żeglarza Ugolino Vivaldiego. Okręt wodowano 9 stycznia 1929 roku. Do służby wcielono go 6 marca 1930 roku. Po ponownym przeklasyfikowaniu na niszczyciel otrzymał znak burtowy: VI, od skrótu nazwy.

## Opis konstrukcji

### Skrócony opis ogólny
Niszczyciele typu Navigatori miały stalowy kadłub z podwyższonym pokładem dziobowym. Sylwetka okrętów wyróżniała się dwoma szeroko rozstawionymi pochylonymi kominami, na skutek zastosowania naprzemiennego układu przedziałów siłowni, w celu zwiększenia odporności na uszkodzenia. Wyporność standardowa pierwotnie wynosiła 1900 ton, a pełna 2599 ton. Długość całkowita pierwotnie wynosiła 107,28 m, szerokość 10,2 m, a zanurzenie 4,35 m przy wyporności pełnej. W latach 1938-39 roku „Ugolino Vivaldi” został poddany modernizacji (drugiej) w celu polepszenia stateczności, jako pierwszy z niszczycieli tego typu. W odróżnieniu od później modernizowanych okrętów podniesiono na nim dziób tylko o 0,5 m, przez co długość wzrosła o 0,7 m, do 108 m, a szerokość do 11,2 m (pozostał on o 0,9 m krótszy od innych modernizowanych niszczycieli). Wyporność standardowa po modernizacji wynosiła 2125 ton, a pełna 2880 ton.
Załoga etatowo składała się początkowo ze 173 osób, w tym 9 oficerów, a do początku II wojny światowej wzrosła do 224 osób, w tym 12 oficerów.
„Ugolino Vivaldi” był napędzany przez dwa zespoły turbin parowych z przekładniami, poruszające dwie trzyłopatowe śruby o średnicy 3,4 m. Tak jak połowa okrętów tego typu został wyposażony w turbiny akcyjno-reakcyjne Parsonsa oraz typowe dla nich cztery kotły wodnorurkowe Odero, o ciśnieniu roboczym 22 atmosfer. Moc projektowa wynosiła 55 000 KM. Projektowa prędkość maksymalna wynosiła 38 węzłów. Typowo okręty tego typu rozwijały podczas służby prędkość 33–36 węzłów. Po drugiej modernizacji prędkość spadła natomiast do 28 węzłów przy pełnej wyporności.
Zapas paliwa po pierwszej modernizacji w 1931 roku został ograniczony z pierwotnego 485–580 ton do 460 ton. Pierwotnie zasięg był przewidywany na 3800 mil morskich przy prędkości 18 węzłów; po modernizacji był mniejszy. Po drugiej modernizacji zwiększono normalny zapas do 560 ton, a pełny do 680 ton. Zasięg po modernizacji wzrósł do 5000 mil przy prędkości 18 węzłów lub 1200 mil przy 28 węzłach.

### Uzbrojenie i jego zmiany
Główną artylerię stanowiło sześć armat kalibru 120 mm Ansaldo model 1926 o długości lufy 50 kalibrów (L/50) umieszczonych na trzech dwudziałowych podstawach. Podwójne stanowiska dział z maskami ochronnymi umieszczone były: na pokładzie dziobowym i na niskich nadbudówkach przed drugim kominem i na rufie. Kąt podniesienia lufy wynosił od -10° do +45° i umożliwiał też strzelanie amunicją rozpryskową do nisko lecących samolotów. Działa strzelały pociskami o masie 23,15 kg z prędkością początkową 920 m/s na odległość do 19 600 m. Amunicja była łuskowa rozdzielnego ładowania. Szybkostrzelność wynosiła do 6–7 strzałów/min, lecz na dłuższą metę była ograniczona do czterech salw przez możliwości systemu podawania amunicji. Zapas amunicji wynosił etatowo 1200 pocisków bojowych (408 przeciwpancernych, 672 burzące i 120 zapalających) oraz 100 oświetlających – przy czym można było zabrać do komór 250 pocisków więcej.
Uzbrojenie przeciwlotnicze początkowo stanowiły dwa działka automatyczne kalibru 40 mm Vickers-Terni model 1917 o długości lufy L/39, umieszczone na burtach na tylnych końcach pokładu dziobowego. Ich zapas amunicji wynosił 3000 nabojów. Uzupełniały je dwa podwójnie sprzężone karabiny maszynowe kalibru 13,2 mm Breda na mostku. W latach 1933–34 montowano dwa dalsze podwójnie sprzężone km-y na platformie za drugim kominem. Dla karabinów maszynowych przewidywano początkowo 3000 nabojów. Pod koniec 1941 roku na „Ugolino Vivaldi” zamieniono działka kalibru 40 mm i karabiny maszynowe na siedem działek automatycznych 20 mm Breda z 2400 nabojów na lufę. Pod koniec 1942 roku na miejscu rufowego aparatu torpedowego dodano platformę z dwoma działkami przeciwlotniczymi kalibru 37 mm Breda model 1939 z zapasem 3060 nabojów.
Uzbrojenie torpedowe stanowiło pierwotnie sześć wyrzutni torpedowych kalibru 533 mm w dwóch potrójnych aparatach torpedowych. Z uwagi jednak na ograniczoną dostępność nowych torped, w środkowych wyrzutniach stosowano wkładki kalibru 450 mm i etatowy zapas obejmował początkowo cztery torpedy kalibru 533 mm i dwie kalibru 450 mm. Już w latach 1932–33 środkowe wyrzutnie jednak zdemontowano, pozostawiając cztery wyrzutnie torped 533 mm. W 1942 roku rufowy aparat torpedowy został zdemontowany w celu wzmocnienia uzbrojenia przeciwlotniczego, po czym pozostały dwie wyrzutnie torped.
Okręty początkowo przenosiły po 14 bomb głębinowych na dwóch zrzutniach na rufie, w tym cztery duże bomby o masie 100 kg i 10 małych o masie 50 kg. Podczas II wojny światowej stosowano także niemieckie bomby głębinowe oraz montowano na okrętach tego typu dwa lub cztery miotacze bomb głębinowych i  zwiększano ich zapas. W 1931 roku okręty otrzymały holowane torpedy przeciw okrętom podwodnym Ginocchio model 1927/46T, wodowane za pomocą żurawika w części rufowej. „Ugolino Vivaldi” jak większość okrętów typu był wyposażony w tory minowe na pokładzie, na których można było zabierać do 56 min kotwicznych. W 1941 roku tory minowe wydłużono i można było zabierać od 86 do 104 min zależnie od typu.

### Wyposażenie
Po pierwszej modernizacji w 1931 roku „Ugolino Vivaldi” na dachu nadbudówki dziobowej miał standardowy dla okrętów tego typu dalocelownik z dwoma dalmierzami optycznymi o bazie 3 m. Na platformie przed masztem znajdował się inklinometr służący do oceny kąta kursowego celu. Trzeci 3-metrowy dalmierz, rezerwowy dla artylerii oraz służący do strzelań torpedowych, był w zakrytej wieży na platformie nadbudówki za kominem rufowym. Dane były przetwarzane w centrali artyleryjskiej w dolnej kondygnacji nadbudówki, wyposażonej w przelicznik artyleryjski.
Okręty miały dwa reflektory na skrzydłach mostka. W skład wyposażenia wchodziła aparatura do stawiania zasłony dymnej (czarnej albo białej) montowana w kominach. W 1940 roku okręty wyposażono w trały kontaktowe na rufie, o szerokości trałowania 200 m. „Ugolino Vivaldi” w 1942 roku został wyposażony w stacją hydrolokacyjną, natomiast nie posiadał radaru.

## Służba
Do służby wszedł 6 marca 1930 roku (według innych źródeł, 1929 roku). Od 27 kwietnia do 2 października 1930 roku przeszedł w La Spezii pierwszą modernizację dla polepszenia stateczności, polegającą przede wszystkim na obniżeniu nadbudówki i zmniejszeniu zapasu paliwa. Od 1 grudnia 1930 do 27 marca 1931 roku „Usodimare” wchodził w skład zespołu ośmiu niszczycieli tego typu zabezpieczających trasę grupowego przelotu transatlantyckiego 12 wodnosamolotów gen. Italo Balbo, przydzielony do pierwszej grupy operującej na środkowym Atlantyku z Las Palmas.
Od 25 października 1938 do 3 lutego 1939 przeszedł drugą modernizację, następnie wszedł w skład 14. flotylli niszczycieli. 9 lipca 1940 uczestniczył w bitwie koło przylądka Stilo. 1 sierpnia 1940 po godz. 23 w nocy "Vivaldi" staranował i zatopił brytyjski okręt podwodny HMS "Oswald" na powierzchni. Następnie okręt głównie osłaniał konwoje i uczestniczył w operacjach minowania. 15 czerwca 1942 podczas bitwy pod Pantellerią z osłoną brytyjskiego konwoju operacji Harpoon, "Vivaldi" został poważnie uszkodzony i przejściowo unieruchomiony. Odholowany do Trypolisu, remontowany następnie w Neapolu. Remont ukończono 15 maja 1943.
W związku z kapitulacją Włoch we wrześniu 1943, "Vivaldi" miał przejść na Maltę. Podczas przejścia, 9 września łącznie z "Da Noli" zaatakował w cieśninie Bonifaccio między Sardynią a Korsyką niemieckie patrolowce i barki desantowe i według źródeł włoskich zatopił niektóre z nich. "Vivaldi" jednakże dostał się pod ostrzał niemieckich baterii nabrzeżnych i został uszkodzony. Mimo wydostania się z zasięgu dział z uszkodzoną siłownią, został jednak zaatakowany i zatopiony 10 września w nocy przez niemieckie lotnictwo.